# Friedrich Wilhelm Julius Rudersdorff
Friedrich Wilhelm Julius Rudersdorff (Świdnica, 8 oktober 1820 – Breda, 7 januari, 1881) was een Nederlands dirigent en trompettist.
Hij was zoon van muziekmeester Heinrich Albert Rudersdorff en Frederike Henriette Wieland en werd geboren in het toenmalige Pruissische stadje Schweidnitz in Silezië. Hij was getrouwd met Catharina Christina Maria Jorris (1850), Suzanna Haak Steenhart (1854) en hertrouwde in 1857 met Jacoba Elisabeth van den Berg, zijn vader was toen werkzaam in Londen.
Hij was langdurig kapelmeester bij de Nederlandse veldartillerie, gelegen in Utrecht. Hij was de evenknie van Carolus Arnoldus Craeyvanger en Cornelis Coenen van de Utrechtse Schutterij. Beide orkesten gaven veelvuldig (elkaar afwisselend) concerten in Park Tivoli als ook in de later opgeleverde muziekzaal.
Hij was bekend vanwege zijn genuanceerde uitvoeringen. Zijn functie in Utrecht wisselde hij in voor een soortgelijke functie in Breda (korps schutterij) toen dat in Utrecht werd opgeheven.